# Bas (Gerona)
Bas es una entidad de población española del municipio de Vall de Bas, perteneciente a la provincia de Gerona, en la comunidad autónoma de Cataluña.

## Toponimia
El lugar puede aparecer referido como «Bas», «San Esteban de Bas» y «San Esteban del Bas».

## Historia
Hacia mediados del siglo XIX, el lugar, por entonces con ayuntamiento propio, tenía contabilizada una población de 884 habitantes. Aparece descrito en el cuarto volumen del Diccionario geográfico-estadístico-histórico de España y sus posesiones de Ultramar de Pascual Madoz con las siguientes palabras:

BAS (San Estéban del): l. con ayunt. de la prov. y dióc. de Gerona (6 leg.), part. jud. de Olot (1 1/2), aud. terr. y c. g. de Barcelona (5 1/2): sit. á la izq. de la carretera de Olot á Vich sobre el plano inclinado de una pequeña eminencia, al pie de la montaña llamada Murriá: le combaten los vientos del O., y su clima, aunque no de los mas frios, es propenso á catarrales y reumas. Tiene 147 casas distribuidas en 11 calles y una plaza con una igl. parr. (San Estéban) de la que es aneja la de San Quintin, ambas servidas por un cura, y un cementerio en paraje que no ofende á la salud pública. Confina el térm. N. Las Presas (1/3 leg.), E. Aciscle (1/2), S. Pruit (2/3) y O. Juanetas (1/3): en él se encuentran varias fuentes; las mas cercanas á la pobl. son de aguas malísimas, y las 2 mas dist. de que se surten los vec. para beber, fluyen con interrupcion, de modo que escasean las aguas potables; la ermita de San Miguel de Bas sit. en la cúspide de una montaña que se eleva en forma cónica y remata en 2 pequeños montecitos colocados el uno sobre el otro. En su jurisd. comprende el barrio del Hostalets que consta de unas 16 casas. El terreno es flojo, arenoso y arcilloso en partes, pero productivo por la constante laboriosidad de sus cultivadores y las frecuentes lluvias que favorecen este suelo, donde hay plantacion de nogales y álamos que dan el abasto necesario de leña para el combustible; ademas le fertilizan el r. Fluvia que nace en los lím. de San Feliú de Pallerols, cruzando la llanura de Bas, y el Ridaules que tiene su origen y se pierde dentro del térm.: sobre cada uno de ellos hay un puente para comunicarse con el mencionado barrio de Hostalets: sus principales montes son: el Murriá al N., el Llauces al O. y el Grau al S. Los caminos son de herradura y locales, escepto los que conducen de Olot á Vich y San Feliú, pero todos en mal estado. El correo es recibe de Olot y de Vich, del primer punto por un encargado particular y del segundo por estafeta; prod.: trigo, centeno, habas, maiz, fajol y pocas frutas; cria ganado de varias clases, con preferencia el de cerda, y muy escasa pesca; ind.: la fabricacion de gorras de lana; comercio: esportacion de los granos sobrantes é importacion de vino y aceite para el consumo; pobl.: 164 vec., 884 alm.; cap. prod.: 7.113,600 rs.; imp.: 177,840.
(Madoz, 1846, p. 63)

El municipio de San Esteban de Bas desapareció en 1968 y con su término y otros se formó el de Vall de Bas. En 2023, la entidad colectiva de población tenía empadronados 1548 habitantes; la entidad singular de población, 1023, y el núcleo de población, también 1023.

## Demografía
| Gráfica de evolución demográfica de Bas entre 1842 y 1960 |
| |
| Población de derecho según los censos de población del INE Población de hecho según los censos de población del INEEn estos censos se denominaba San Esteban de Bas: 1842 y 1857 Entre el censo de 1970 y el anterior, este municipio desaparece porque se agrupa en el municipio Vall de Bas |